# Ceromitia melanodesma
Ceromitia melanodesma là một loài bướm đêm thuộc họ Adelidae. Loài này có ở Nam Phi.